# 密穗野青茅
密穗野青茅（学名：Deyeuxia conferta）为禾本科野青茅属下的一个种。